# كريستوفر بيرسون (صحفي)
كريستوفر بيرسون (بالإنجليزية: Christopher Pearson)‏ هو صحفي أسترالي، ولد في 28 أغسطس 1951 في سيدني في أستراليا، وتوفي في 9 يونيو 2013.